# Caryophyllales
Caryophyllales je raznovrstan i heterogen red cvetnih biljaka koji uključuje kaktuse, karanfile, amarante, ledene biljke, blitvu i mnoge biljke mesožderke. Mnogi članovi su sočni, imaju mesnate stabljike ili listove. Betalain pigmenti su jedinstveni u biljkama ovog reda i javljaju se u svim njihovim porodicama sa izuzetkom Caryophyllaceae i Molluginaceae.

## Spoljašnje veze
- Tree of Life Архивирано на веб-сајту  (4. јун 2013) Characteristics and Phylogenetic Relationships